# Tabanus divisus
Tabanus divisus är en tvåvingeart som beskrevs av Ricardo 1913. Tabanus divisus ingår i släktet Tabanus och familjen bromsar. Inga underarter finns listade i Catalogue of Life.